# Eliminatórias da Copa do Mundo FIFA de 2026 – UEFA (Grupo B)
O Grupo B das eliminatórias da UEFA para a Copa do Mundo FIFA de 2026 é formado por Suíça, Suécia, Eslovênia e Kosovo.
O vencedor do grupo se classifica automaticamente para a Copa do Mundo de 2026, enquanto o segundo colocado avança para a segunda fase.

## Classificação
| Pos | Equipe    | Pts | J | V | E | D | GP | GC | SG | Classificado               |  |        |        |        |        |
| --- | --------- | --- | - | - | - | - | -- | -- | -- | -------------------------- |  | ------ | ------ | ------ | ------ |
| 1   | Suíça     | 0   | 0 | 0 | 0 | 0 | 0  | 0  | 0  | Copa do Mundo FIFA de 2026 |  | —      | 15 Nov | 8 Set  | 5 Set  |
| 2   | Suécia    | 0   | 0 | 0 | 0 | 0 | 0  | 0  | 0  | Segunda fase               |  | 10 Out | —      | 18 Nov | 13 Out |
| 3   | Eslovênia | 0   | 0 | 0 | 0 | 0 | 0  | 0  | 0  | Eliminado                  |  | 13 Out | 5 Set  | —      | 15 Nov |
| 4   | Kosovo    | 0   | 0 | 0 | 0 | 0 | 0  | 0  | 0  | Eliminado                  |  | 18 Nov | 8 Set  | 10 Out | —      |

## Partidas
A lista de jogos foi confirmada pela UEFA em 13 de dezembro de 2024 após o sorteio. Os horários são CET / CEST , conforme listados pela UEFA (os horários locais, se diferentes, estão entre parênteses).
| 5 setembro 2025 | Eslovênia | –         | Suécia | Estádio Stožice, Liubliana |
| 20:45           |           | FIFA UEFA |        |                            |

| 5 setembro 2025 | Suíça | –         | Kosovo | St. Jakob-Park, Basileia |
| 20:45           |       | FIFA UEFA |        |                          |

| 8 setembro 2025 | Kosovo | –         | Suécia | Estádio Fadil Vokrri, Pristina |
| 20:45           |        | FIFA UEFA |        |                                |

| 8 setembro 2025 | Suíça | –         | Eslovênia | St. Jakob-Park, Basileia |
| 20:45           |       | FIFA UEFA |           |                          |

| 10 outubro 2025 | Kosovo | –         | Eslováquia | Estádio Fadil Vokrri, Pristina |
| 20:45           |        | FIFA UEFA |            |                                |

| 10 outubro 2025 | Suécia | –         | Suíça | Strawberry Arena, Estocolmo |
| 20:45           |        | FIFA UEFA |       |                             |

| 13 outubro 2025 | Eslovênia | –         | Suíça | Estádio Stožice, Liubliana |
| 20:45           |           | FIFA UEFA |       |                            |

| 13 outubro 2025 | Suécia | –         | Kosovo | Ullevi, Gotemburgo |
| 20:45           |        | FIFA UEFA |        |                    |

| 15 novembro 2025 | Eslovênia | –         | Kosovo | Estádio Stožice, Liubliana |
| 20:45            |           | FIFA UEFA |        |                            |

| 15 novembro 2025 | Suíça | –         | Suécia | Estádio de Genebra |
| 20:45            |       | FIFA UEFA |        |                    |

| 18 novembro 2025 | Kosovo | –         | Suíça | Estádio Fadil Vokrri, Pristina |
| 20:45            |        | FIFA UEFA |       |                                |

| 18 novembro 2025 | Suécia | –         | Eslovênia | Strawberry Arena, Estocolmo |
| 20:45            |        | FIFA UEFA |           |                             |